# Nivell piezomètric
El nivell piezomètric d'un aqüífer ve definit pel nivell en què la pressió de l'aigua coincideix amb l'atmosfèrica. En un aqüífer lliure, el nivell piezomètric coincideix amb en el nivell freàtic, però si l'aqüífer està confinat es troba a pressió i el nivell piezomètric queda per sobre, aleshores, en fer-hi un pou, l'aigua puja fins a assolir la superfície piezomètrica i podem parlar d'un pou artesià.